# Dusona montana
Dusona montana là một loài tò vò trong họ Ichneumonidae.